# Januszkowice (województwo opolskie)
Januszkowice (niem. Januschkowitz) – wieś w Polsce położona w województwie opolskim, w powiecie krapkowickim, w gminie Zdzieszowice.
W latach 1954–1959 wieś należała i była siedzibą władz gromady Januszkowice, po jej zniesieniu w gromadzie Raszowa. W latach 1975–1998 miejscowość administracyjnie należała do ówczesnego województwa opolskiego.
Niemiecka nazwa Januschkowitz została zmieniona w 1936 r. na Oderhain, którą zmieniono w 1946 r. na polską Januszkowice.
We wsi znajduje się kilka stawów, będących zalanymi wyrobiskami po wydobyciu żwiru i torfu lub starorzeczami Odry.
| SIMC    | Nazwa          | Rodzaj     |
| ------- | -------------- | ---------- |
| 0505467 | Lesiana        | przysiółek |
| 0505473 | Wielmierzowice | przysiółek |

## Historia
Od końca XVIII w. wieś posiadała własną pieczęć gminną, na której wizerunku przedstawiono snop zboża, przed nim skrzyżowane grabie z kosą. 

## Zabytki
Do wojewódzkiego rejestru zabytków wpisany jest:
- kościół par. pw. św. Błażeja, ul. Kościelna 3, z l. 1934-36.